# Сокіл Василь Васильович
Василь Васильович Сокіл (1 жовтня 1954, с. Ялинкувате, Сколівський район (нині Стрийський район), Львівська область — 15 квітня 2025, м. Львів) — український науковець, фольклорист, професор, завідувач відділу фольклористики Інституту народознавства НАН України (2003—2025). Заслужений діяч науки і техніки України, член-кореспондент НАН України. Лауреат премії НАН України імені О. О. Потебні.

## Життєпис
Народився 1 жовтня 1954 року в селі Ялинкувате, Сколівського району (нині Стрийського району), Львівської області. Закінчив Славську середню школу. Протягом 1973-1977 років здобував вищу освіту на українському відділенні філологічного факультету Дрогобицького педагогічного інституту імені Івана Франка. У 1977—1986 роках Василь Сокіл з дружиною працюють вчителями Ялинкуватської восьмирічної школи.
Від листопада 1986 року до того ж місяця 1989 року навчався в аспірантурі Львівського відділення Інституту мистецтвознавства, фольклористики та етнографії імені М. Рильського Академії наук України (з 3 лютого 1992 року — Інститут народознавства НАН України) за спеціальністю «Фольклористика». Підготував і 14 грудня 1990 року успішно захистив на засіданні спеціалізованої ради в Інституті мистецтвознавства, етнографії і фольклору Академії наук тодішньої БРСР у Мінську кандидатську дисертацію на тему: «Топонімічні легенди і перекази українців Карпат». Після успішного закінчення аспірантури Василь Сокіл за рішенням вченої ради залишився в тому ж відділенні Інституту спочатку молодшим, від 27 березня 1997 року став старшим науковим працівником відділу фольклористики.
Від 11 червня 2003 року працює на посаді завідувача відділу фольклористики Інституту народознавства НАН України.
У 2005 році успішно захистив докторську дисертацію на тему: «Історико-героїчні перекази українців: генеза, структура, поетика».
Від 30 червня 2005 року — доктор філологічних наук, спеціальність: Фольклористика.
Від 21 травня 2009 року — професор.
Від 23 травня 2017 року — член вченої ради Інституту народознавства НАН України.
Від 26 травня 2021 року — член-кореспондент НАН України, Відділення літератури, мови та мистецтвознавства, спеціальність: Народознавство.
Помер 15 квітня 2025 року у Львові.

## Творчий доробок
Творчий доробок науковця великий та різнобічний — дослідження пісенного та прозового фольклору Західних областей України, фольклор XX століття, поетика українського фольклору, історико-фольклористичні та лінгвофольклористичні дослідження. Акценти поставлені як на традиційній, так і на новочасній народнопоетичній традиціях. Досліджувалися казки, легенди, перекази, історична пісня, пісня-хроніка, стрілецькі, повстанські пісні, обрядові пісні, міський фольклор тощо. Концептуально вивчаються вербальні і невербальні засоби вираження, естетика українського фольклору.
Під керівництвом В. Сокола підготовлено і видано першу в Україні фольклористичну енциклопедію. Він зібрав та опублікував антологію українських колядок і щедрівок, зафіксованих упродовж 200 років. Унікальну цінність мають його фольклорні записи з різних регіонів України та з-поза її меж (зокрема, зібрання народних пісень від українців Зеленого Клину).
Науковий доробок ученого сягає близько двохсот наукових робіт, зокрема понад 30 монографій, збірників, статей у фахових виданнях України і світу, серед яких:
- Писана керниця: Топонімічні легенди та перекази українців Карпат / Зібр. і впоряд. Василь Сокіл. — Львів: Інститут народознавства НАН України, 1994. — 205 с.
- Народні легенди та перекази українців Карпат. — Київ: Наук. думка, 1995. — 157 с.
- Фольклорні матеріали з отчого краю / Зібр. Василь Сокіл та Ганна Сокіл. У ноти завела Л. Лукашенко. — Львів: Інститут народознавства НАН України, 1998. — 614 с.
- Народні пісні українців Зеленого Клину в записах Василя Сокола. — Львів: Інститут народознавства НАН України, 1999. — 271 с.
- Як виник світ: легенди, колядки, балади / Зібр., упоряд. і опрацював Василь Сокіл. — Львів: Каменяр. — 2001. — 87 с.
- Історичні перекази українців / Зібр. та опрацював Василь Сокіл. — Львів: Вид-во М. Коць, 2003. — 327 с.
- Народні пісні з батьківщини Івана Франка / Зібр. та упоряд. Василь Сокіл. — Львів: Каменяр, 2003. — 407 с.
- Українці про голод 1932—1933. Фольклорні записи Василя Сокола. — Львів, 2003. — 231 с.
- Українські історико-героїчні перекази: структурно-семантичний та поетичний аспекти. — Львів, 2003. — 320 с. * Джерела про зруйнування Запорозької Січі / Зібр. та упоряд. Василь Сокіл. — Львів: Афіша, 2005. — 128 с.
- Народна проза у записах Івана Франка / Зібр. та упоряд. Василь Сокіл. — Львів, 2006. — 112 с.
- Львів в українському фольклорі / Зібр. та упоряд. Василь Сокіл. — Львів, 2006. — 288 с.
- Народні пісні з голосу Параски Павлюк / Зібр. та упоряд. Василь Сокіл. — Львів, 2009. — 203 с.
- Дем'ян Григорій Васильович. Бібліографічний покажчик / Упоряд. Василь Сокіл, Ганна Сокіл. — Львів, 2009. — 206 с.

## Родина
- дружина Сокіл Ганна Петрівна — доктор філологічних наук, професор кафедри української фольклористики імені академіка Філарета Колесси філологічного факультету Львівського національного університету імені Івана Франка;
- донька Галина — доктор філологічних наук, старший науковий співробітник відділу фольклористики Інституту народознавства НАН України. Лауреат премії Президента України для молодих учених за роботу: «Українські обхідні календарно-обрядові пісні структура, функції, семантика» (2007);
- донька Наталія (нар. 1982) — мовознавець, кандидат філологічних наук, доцент кафедри української мови імені професора Івана Ковалика Львівського національного університету імені Івана Франка.